# Винченцо Джемито
Винченцо Джемито, (на италиански: Vincenzo Gemito, 16 юли 1852, Неапол – 1 март 1929, пак там) е италиански скулптор, художник и златар.
Самоук с изявена непоносимост към академичните канони, Джемито се самообразова, наблюдавайки ежедневието в историческия център на Неапол и изучавайки скулптурите в археологическия музей на града. Творбите му включват множество рисунки, теракотни фигури и голям брой скулптури, изобразяващи популярни неаполитански сцени.

## Биография

### Младежки години
Винченцо Джемито е роден в Неапол на 16 юли 1852 г. За неговите родители не знае нищо, тъй като на втория ден от живота му е оставен в сиропиталището на Базиликата „Сантисима Анунциата Маджоре“ в Неапол. На 30 юли същата година е поверен на грижите на някоя си Джузепина Барата и на съпруга ѝ Джузепе Бес. При смъртта на съпруга си Барата се омъжва за бедния зидар Франческо Ядичичо, който е изобразен като „майстор Чичо“ в различни младежки рисунки на Джемито.
Поради своята нестабилна и буйна природа, Джемито изживява доста неспокойно юношество. През тези години, единственото хубаво нещо е приятеля му Антонио Манчини, заедно с когото започва да навлиза в тайните на живописта и скулптурата. В ателието на скулптора Емануеле Каджано започва художественото образуване на 9-годишния Джемито, но скоро след това, през 1862 г. младежът преминава курс на обучение под ръководството на Станислао Листа, който му преподава основите в създаване на скулптурата.
На 23 април 1864 г. е приет в Кралския институт за изящни изкуства, но предпочитайки да се вдъхновява от оживената атмосфера на алеите в историческия център на Неапол, той напуска лекционните зали на Академията. През 1868 г. е художествения дебют на Винченцо Джемито със скулптурата „Картоиграч“.

### Първи успехи
През 1869 г. в чест на Винченцо Петрочели Джемито създава бюст от печена глина. Междувременно събира голяма група художници с непоносимост към академичните канони в скулптурното изкуство, като Джовани Батиста Амендола, Акиле Д'Орси, Еторе Ксименес, Винченцо Буонокоре и Луиджи Фаброн. Заедно с тях в мазето на комплекса „Сант Андреа деле Даме“ създава свое ателие. В периода между 1870 и 1872 г., изработва от печена глина серия бюстове.
През 1871 г. печели първа награда в конкурса, организиран от Академията за изящни изкуства в Неапол, което гарантира на победителите стипендия за художествено обучение в Рим. Работите, които той представя за конкурса, са „Джузепе продаден от братята си“, с която предизвиква симпатията на професора по живопис Доменико Морели, и скулптурата на Брут, изобразяваща римския патриций, обвит в преливащ плащ, представляват образи извлечени от класическия римски свят, който Джемито изучава в Националния археологически музей през тези години.
През 1873 г. се запознава с Матилде Дюфо – мило и покорно момиче, което става негов спътник и модел в новото му ателие на хълма Можарело в Каподимонте. От същата година датират и бюстовете на Франческо Паоло Микети и Тотон, изработени от печена глина, и на Доменико Морели и Джузепе Верди, изработени от бронз.

### „Рибарчето“ и „Водоносецът“
През 1876 г. Джемито премества студиото си в Националния археологически музей в Неапол, за да изучава формите на изложените там статуи от Херкулан и Помпей. На следващата година младият неаполитански майстор участва в Националната изложба за изящни изкуства в Неапол и в Парижкия салон, където чрез посредничеството на Алфонс Гупил постига блестящ успех с „Рибарчето“.

Очарован от репутацията, придобита във Франция. през 1877 г. Джемито се премества във вила в Поаси, където е настигнат от своя приятел Манчини и от Дюфо. Във Франция той се радва на успех и професионален престиж, но не и на икономическо благосъстояние.
Завръща се в Неапол в началото на 1880 г. и работи усилено повече от година като създава скулптурата „Водоносецът“, изобразяваща млад продавач на прясна вода. Очевидно майсторът е вдъхновен от скулптурата „Танцуващият сатир“, намерена в Помпей.
През април 1881 г. след преждевременната смърт на любимата си Матилде, в дълбока скръб Джемито, се оттегля на остров Капри, търсейки почивка в селската тишина на острова. За няколко месеца престой там той създава множество рисунки, главно портрети.
На следващата година се влюбва в Анна Кулоло, известна като Нанина – модел на Доменико Морели и я прави своя съпруга. От този брак, който е вдъхновение за много от бъдещите творби на Джемито, през 1885 г. се ражда дъщеря им Джузепина.
Успешният период, в който изработва бюста „Глава на философ“, представляващ предполагаем портрет на неговия любим втори баща майстор Чичо, Джемито достига кулминацията си през 1883 г., когато благодарение на особено щедър заем от белгийския барон Оскар де Меснил, започва изграждане на частна леярна в Мерджелина, Неапол.

### Кризата на Винченцо Джемито
Ехото на славата на Джемито достига до Савойската корона, така че крал Умберто I веднага му поставя много важна и почетна задача. На главната фасада на Кралския дворец в Неапол в осем ниши монархът държи да постави статуи, представящи най-известните крале от различните династии, издигнати на неаполитанския трон, като на Джемито е възложено изпълнението на статуя на крал Карл V.
Дезориентиран от необичайната историческа тема, майсторът реализира модели от гипс и от бронз на бъдещата статуя на Карл V, но изработването ѝ от мрамор му причинява сериозно нервно разстройство, довеждащо го до хоспитализация в дома за грижи „Фльоре“. Джемито избягва от болницата през 1887 г., за да се затвори доброволно в дома си на улица „Тасо“, където осемнадесет години прекарва при почти аскетични условия, гледан от съпругата му, дъщеря му и втория му баща. През тези години Джемито се отдава на графика, преминавайки от моменти на усърдна работа във фази на гняв и лудост.
В периода на изолация, извън стените на дома си, Джемито жъне успехи, потвърдени от многобройните официални награди.
В Буенос Айрес през 1886 г. печели първия клас сребърен медал.
В Париж през 1889 г. и през 1890 г. печели голямата награда за скулптура.
В Антверпен през 1892 г. е награден с диплома за чест.
Отново в Париж през 1900 г. печели голямата награда за скулптура.

### Последни години
Джемито се възстановява от халюцинациите, излиза от трагичния си мрак едва през 1909 г., когато майка му и съпругата му умират. Херцогиня на Аоста го убеждава да участва в 8-то Венецианско биенале с различни рисунки на неаполитанската народна реалност, което го прави известен. През този период той изобразява предимно женски фигури, като цигани или обикновени хора в рисунки, които вече не са обикновени подготвителни скици. Заслужава да се спомене и богатата продукция на автопортрети, както и различните скулптури, от които „Извор“ и „Нептун“ (1910), „Медуза“ (1911), и различни произведения, приписвани на периода 1914 – 1918 г., като „Зима“, „Време“, „Гръцка девица“, „Сибила Кумана“, „Сирена“, където Джемито се представя повлиян от стила на Символизма.
Това са много интензивни години за творчеството на Джемито – той изработва „Мадонина дел Граппа“, както и „Рисунка за вярата“, която е поставена в гробницата на папа Пий X. През 1913 и 1915 г. представя свои творби на 11-то изложение за изящни изкуства в Монако и на Универсалното изложение в Сан Франциско.
След последното незадоволително пътуване до Париж (1924 г.) Джемито забелязва, че творческата му енергия бавно се изчерпва, но славата му все още не залязва, след като Италианската държава му връчва награда от 100 хил. лири и изложби за продукцията му се провеждат през 1927 г. в галерията на Лино Пезаро в Милано и през 1928 г. в Кастел Нуово в Неапол.
Умира в Неапол на 1 март 1929 г. на 76-годишна възраст. Неговото погребение е разказано от Алберто Савинио.

## Творби на Винченцо Джемито
- „Глава на философ“
Италиански галерии
Неапол
- „Глава на дете“
Италиански галерии
Неапол
- „Бюст на художника Доменико Морели“
Италиански галерии
Неапол
- „Рибарче“
Италиански галерии
Неапол
- „Пророк“
Италиански галерии
Неапол
- „Портрет на Анна Джемито“
Италиански галерии
Неапол